# Ассоциация независимых директоров
Ассоциация профессиональных директоров АНД (ранее Некоммерческое партнерство содействия профессиональной деятельности "Объединение независимых корпоративных директоров") или АНД — профессиональное объединение независимых корпоративных директоров, созданное в 2002 году. Ассоциация заявляет своей миссией содействие российским акционерным обществам в повышении стоимости бизнеса путём внедрения передовых практик работы совета директоров и корпоративного управления, а также через формирование и поддержку профессиональных и этических стандартов деятельности директоров.
Ассоциация работает на территории России и части стран СНГ. В неё входят более 600 членов советов директоров и топ-менеджеров частных и государственных компаний, в том числе МТС, РЖД, ВТБ, Сибур, АЛРОСА, Уралкалий, Полиметалл и других.
Совместно с Российским союзом промышленников и предпринимателей (РСПП) и в партнёрстве с Pricewaterhouse Coopers (PwC) составляются ежегодные рейтинги «50 независимых директоров», «25 Председателей совета директоров», «25 директоров по корпоративному управлению», а совместно с Британским институтом директоров (IoD) Ассоциация реализует общепризнанную международную программу сертификации членов советов директоров IoD Chartered Director. В рамках сотрудничества с Росимуществом более 100 членов АНД избираются ежегодно в советы директоров компаний с государственным участием.

## Цели Ассоциации
В Хартии Ассоциации независимых директоров она заявляет следующие основные цели:
- Формировать и развивать институт независимых директоров в России;
- Играть ведущую роль в развитии и продвижении лучших международных стандартов корпоративного управления и практики деятельности независимых директоров в России;
- Формировать и поддерживать этические и профессиональные стандарты деятельности независимых директоров;
- Обеспечивать условия профессионального роста корпоративных директоров через обучение и прямой обмен опытом;
- Проводить исследования и оказывать информационную поддержку советам директоров и их членам;
- Повышать уровень осведомленности акционеров и деловой общественности о роли независимых директоров и их профессиональной деятельности в компании;
- Принимать участие в международных проектах по развитию корпоративного управления.

## Направления деятельности
АНД организует обучающие программы, направленные на профессиональное развитие директоров, участвует в разработке методических материалов и стандартов, направленных на повышению качества работы советов директоров, участвует в исследовательских проектах партнёров — IFC, OECD, PwC и других, а также проводит собственные исследования, связанные с тематикой корпоративного управления. АНД поддерживает работу своих участников в советах директоров. При Ассоциации создан Центр корпоративного развития, который оказывает консультационные услуги по вопросам корпоративного управления. АНД предоставляет возможность членам профессионального объединения в неформальной обстановке открытых и закрытых заседаний «Клуба директоров» обсуждать актуальные профессиональные темы.

### Профессиональное развитие директоров
Ассоциация проводит программы обучения и специализированные семинары для профессионального развития членов советов директоров и высшего руководства компаний:
- Программа IoD Chartered Director (совместно с Институтом директоров[англ.], IoD). После сдачи экзаменов участникам программы присваивается высшая международная квалификация члена совета директоров — «подтвержденный директор», которая является показателем высокой профессиональной компетентности, наличия знаний, навыков и опыта для эффективной работы в совете директоров и способности решения комплексных задач развития бизнеса[5].
- Программа повышения квалификации «Независимый директор» с присвоением диплома государственного образца проводится совместно с Высшей школой государственного администрирования МГУ[10];
- Специальные тренинги-семинары по улучшению практики корпоративного управления и повышению эффективности работы директора и советов директоров.

### Информационная деятельность
Ассоциация выступает организатором и информационным партнёром форумов, конференций, семинаров и круглых столов, затрагивающих тематику корпоративного управления и работы советов директоров. Она регулярно проводит мастер-классы с участием ведущих экспертов, создавая площадку для дискуссий и обмена опытом. Осуществляет издательские проекты, выпуская периодические и книжные издания: ежеквартальный журнал «Независимый директор» и ежегодное книжное издание, обобщающие опыт российских компаний в сфере корпоративного управления
Совместно с РСПП и при поддержке PwC Ассоциация является организатором ежегодной премии «Директор года», призванной отметить личный вклад директоров в развитие корпоративного управления в России, а также составляет ежегодные рейтинги директоров, председателей советов директоров и директоров по корпоративному управлению / корпоративных секретарей.

## Руководство
- Александр Иконников — председатель Наблюдательного совета директоров АНД. Член экспертного совета по корпоративному управлению и комитета по интерпретации положений Кодекса корпоративного управления при Банке России.
- Игорь Евгеньевич Розанов — исполнительный директор АНД. Имеет большой опыт управленческий деятельности в качестве топ-менеджера скандинавской компании «Baltika Group», является членом комиссии Росимущества по отбору профессиональных директоров для работы в компаниях с государственным участием[10].

Наблюдательный совет
Наблюдательный совет АНД определяет стратегические направления развития Ассоциации, утверждает её финансовый план и бюджет, оценивает работу исполнительного аппарата. Для решения ключевых стратегических вопросов управления он собирается шесть раз в год (один раз в два месяца).

## Премия «Директор года»
Премия была учреждена Ассоциацией независимых директоров в 2006 году при поддержке PricewaterhouseCoopers. Она присуждается конкретным людям за личный вклад в развитие системы корпоративного управления. Премия вручалась в номинациях «Независимый директор», «Председатель совета директоров» и «Директор по корпоративному управлению». Впоследствии они были расширены и в 2013 году премия присуждалась в номинациях:
- Вклад в развитие института независимых директоров
- Председатель совета директоров
- Независимый директор
- Директор по корпоративному управлению / Корпоративный секретарь
- Профессиональный директор госкомпании

при поддержке PwC и Московской биржи.
С 2012 года в рамках премии составляются ежегодные рейтинги, публикуемые на сайте АНД:
- «50 лучших независимых директоров»
- «25 лучших председателей совета директоров»
- «25 лучших корпоративных секретарей».